# 丸山凜太朗
丸山 凜太朗（まるやま りんたろう、1999年12月17日 - ）は、ジャパンラグビーリーグワン花園近鉄ライナーズに所属するラグビーユニオンの選手。

## プロフィール
- 福岡県出身[1]。
- ポジションはスタンドオフ(SO)、センター(CTB)。
- 身長 175 cm、体重 84 kg
- 愛称はりん。
- ジュニア・ジャパンに選ばれたことがある。
- U20日本代表に選ばれたことがある[2]。

## 略歴
7歳からラグビーを始めた。
2018年、東福岡高校卒業後、東海大学に入る。なお東福岡高校時代、高校日本代表に選ばれたことがある。
2022年、東海大学卒業後、トヨタヴェルブリッツに加入。同年12月17日に行われたJAPAN RUGBY LEAGUE ONE第1節静岡ブルーレヴズ戦にて途中出場でリーグワン公式戦初出場を果たした。
2023年5月、パイレーツ・オールドボーイズに派遣された。
2024年7月、花園近鉄ライナーズに入団。